# Chadwell
Chadwell eller Caldwell är en by i civil parish Scalford, i distriktet Melton, i grevskapet Leicestershire i England. Byn är belägen 6 km från Melton Mowbray. Byn nämndes i Domedagsboken (Domesday Book) år 1086, och kallades då Caldeuuelle.